# Nicky Russo
Nicky Russo (Montréal, 1º agosto 1974) è un atleta paralimpico italiano affetto da sclerosi multipla specializzato nel getto del peso e appartenente alla categoria F35.

## Biografia
Nato in Canada, ma cittadino italiano, nel 2002 gli fu diagnosticata la sclerosi multipla. Di professione è manager amministrativo in un'azienda di sicurezza e nel 2019 tornò a praticare l'atletica leggera dopo la breve esperienza in pista ai tempi della scuola media.
Nel 2021 fu medaglia di bronzo nel getto del peso F35 ai Campionati europei di atletica leggera paralimpica di Bydgoszcz, risultato che lo stesso anno gli permise di partecipare ai Giochi paralimpici di Tokyo, dove si classificò ottavo nel getto del peso F35.

## Palmarès
| Anno | Manifestazione      | Sede      | Evento             | Risultato | Prestazione | Note        |
| ---- | ------------------- | --------- | ------------------ | --------- | ----------- | ----------- |
| 2021 | Europei paralimpici | Bydgoszcz | Getto del peso F35 | Bronzo    | 13,12 m     | [ 3 ]       |
| 2021 | Giochi paralimpici  | Tokyo     | Getto del peso F35 | 8º        | 12,58 m     | [ 3 ] [ 4 ] |